# Gaston de Gérard
Gaston de Gérard du Barry, plus connu sous le nom Gaston de Gérard,  né à Cahors le 9 janvier 1851 et mort le décembre 1920, est un enseignant et historien du pays sarladais en Périgord.

## Biographie

### Origines familiales
Né le 9 janvier 1851 à Cahors dans le Lot, il est le fils de François Eugène Toussaint de Gérard et de Marie Louise Mathurine Emma de Folmont. Son patronyme légal est « de Gérard du barry ». Il est issu de la branche du Barri de la famille de Gérard (anciennement « Gérard »), originaire de Majorque et fixée en Périgord en 1510. Cette branche qui est une famille subsistante de la noblesse française fut maintenue noble en 1666 et donna depuis le milieu du XVIe siècle, huit lieutenants généraux au présidial, chefs de justice de la sénéchaussée de Sarlat, où se trouve encore l'hôtel de Gérard, passage Gérard du Barry. La famille de Gérard possédait le château du Barry qui est situé dans la paroisse de Saint-Quentin,.

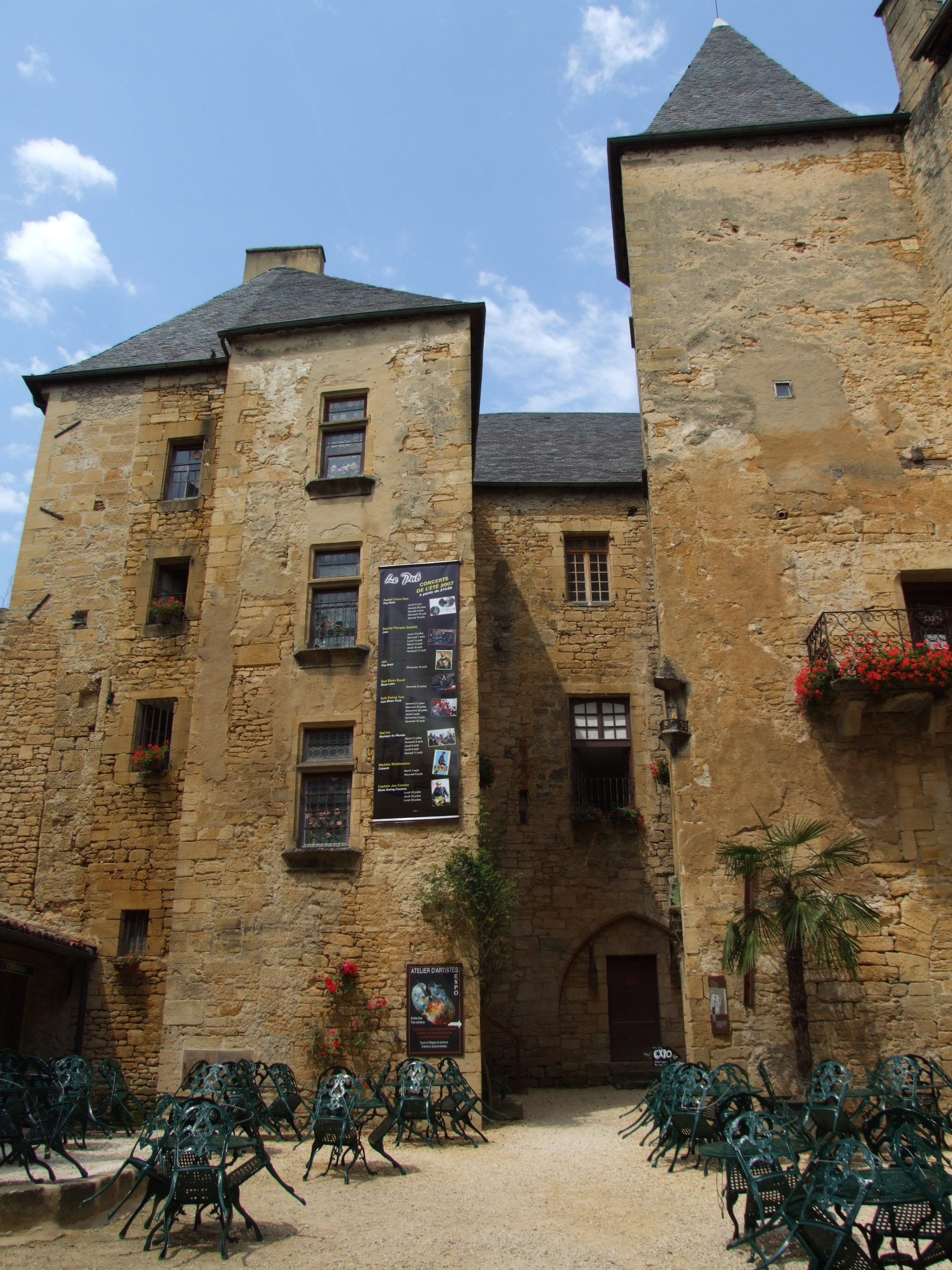
L'hôtel de Gérard, à Sarlat

### Carrière professionnelle et activité d'historien
Docteur en droit, professeur d'économie politique à l'université catholique de Lille (de 1878 à 1882), Gaston de Gérard fut aussi historien du pays sarladais. Avec son frère René, ils rédigèrent plusieurs articles dans le bulletin de la Société historique et archéologique du Périgord (SHAP) qu'il signait en s'intitulant « vicomte de Gérard ».

## Publications
- Des modes naturels d'acquérir la propriété, en droit romain. De l'occupation et de l'accession, en droit français, Thèse de droit.
- État général des gentilshommes de l'élection de Sarlat maintenus dans leur noblesse par Monsieur Pellot, intendant de Guyenne, commissaire en l'année 1666
- La peste à Sarlat (1629-1634)
- Les chroniques de Jean Tarde, chanoine théologal et vicaire général de Sarlat, en collaboration avec Gabriel Tarde
- Sources du nobiliaire de Périgord, en collaboration avec Aymar de Saint-Saud
- Souvenirs d'Edme de La Chapelle de Béarnès
- Sensuyt le discours du siège et camp du vicomte de Thurenne... devant la ville de Sarlat
- Correspondance de l'abbé de Gérard-Latour
- Le capitaine Pierre de Gérard du Barry du 11° dragons, commandant le 5e bataillon du 4e zouaves (1881-1918)
- Précis généalogique sur la Maison de Gérard, en Périgord et Languedoc, depuis son établissement en France, en 1507